# Cornel Oțelea
Cornel Oțelea (født 19. november 1940, død 22. januar 2025) var en rumænsk håndboldspiller, der vandt tre verdensmesterskaber i 1960'erne og 1970'erne og den første, der vandt tre verdensmesterskaber.

## Håndboldkarriere

### Aktiv klubkarriere
Oțelea spillede oprindelig volleyball, men blev af sin træner opfordret til at spille noget andet for at få større styrke i armene. Det blev håndbold, og han blev hurtigt bidt af denne sport. Han spillede derpå for Steaua Bukarest, som han blandt andet var med til at vinde mesterholdenes Europa Cup i 1968 med. Han var kendt som en stærk forsvarsspiller samt en playmaker med et  stort overblik. Han indstillede sin karriere først i 1970 efter en rygskade.

### Landshold
Han spillede i en årrække på det rumænske landshold og var med ved VM i markhåndhold i 1959, hvor Rumænien vandt sølv. To år efter var han med til indendørs-VM, og her var han for første gang med til at føre sit landshold til guldmedaljerne. Dette gentog sig ved det følgende VM i 1964, mens rumænerne ved VM i 1967 fik bronze. VM i 1970 blev hans sidste, og her var kaptajn på holdet og indskrev sig i historien som den første, der vandt tre VM-guldmedaljer, en bedrift, der først blev nået igen af nogle af de franske spillere i 2011.

### Trænerkarriere
Kort efter, at han havde indstillet sin aktive karriere, blev han assistenttræner i sin klub Steaua, og han var i 1971 med til at føre denne til finalen i mesterholdenes Europa Cup, hvor rumænerne dog tabte til VfL Gummersbach. I 1977 var han cheftræner for klubben og dermed med til at sikre sejren i Europa Cup'en dette år.
Han blev senere landstræner for det rumænske landshold, og han var med til at føre holdet tilbage til noget af den storhed, holdet havde i hans aktive dage, da rumænerne i 1990 vandt VM-bronze.
Senere blev han træner for Rumæniens kvindelandshold og var med til at føre dette til en EM-syvendeplads i 2004.

### Administrativ karriere
Ud over sine træneropgaver var Oțelea også involveret i den administrative del af sporten gennem sin klub, Steaua, og han var således samlet præsident for klubben i to perioder (1983-1984 og 1991-1997). Derudover var han præsident for Rumæniens håndboldforbund 1993-1995.

## Øvrige karriere
Oțelea var oprindeligt officer i den rumænske hær, inden han helt helligede sig håndbolden.